# Psilorhynchus
Psilorhynchus is een geslacht van straalvinnige vissen uit de familie van de spoelgrondels (Psilorhynchidae).

## Soorten
- Psilorhynchus amplicephalus Arunachalam, Muralidharan & Sivakumar, 2007
- Psilorhynchus arunachalensis (Nebeshwar, Bagra & Das, 2007)
- Psilorhynchus balitora (Hamilton, 1822)
- Psilorhynchus brachyrhynchus Conway & Britz, 2010
- Psilorhynchus breviminor Conway & Mayden, 2008
- Psilorhynchus gokkyi Conway & Britz, 2010
- Psilorhynchus gracilis Rainboth, 1983
- Psilorhynchus homaloptera Hora & Mukerji, 1935
- Psilorhynchus melissa Conway & Kottelat, 2010
- Psilorhynchus microphthalmus Vishwanath & Manojkumar, 1995
- Psilorhynchus nepalensis Conway & Mayden, 2008
- Psilorhynchus pavimentatus Conway & Kottelat, 2010
- Psilorhynchus piperatus Conway & Britz, 2010
- Psilorhynchus pseudecheneis Menon & Datta, 1964
- Psilorhynchus rahmani Conway & Mayden, 2008
- Psilorhynchus robustus Conway & Kottelat, 2007
- Psilorhynchus sucatio (Hamilton, 1822)
- Psilorhynchus tenura Arunachalam & Muralidharan, 2008